# المحبس
المحبس هي جماعة قروية في دائرة الزاك التابعة لإقليم آسا الزاك في المملكة المغربية. وهي تقع على الطريق الوطنية رقم 17، وهي تضم 4208 نسمة، حسب الإحصاء العام للسكان والسكنى لسنة 2014.

## الثقافة
تشتهر جماعة المحبس بتنظيم المهرجان الوطني للمسيرة الخضراء، وذلك في 4 نونبر من كل سنة، تزامناً مع الإحتفال بذكرى المسيرة الخضراء. ويعتبر هذا المهرجان فرصة للتعريف بالثراث الحساني وأيضاً من بين أهدافه جلب المستثمرين لإكتشاف المنطقة والتفكير في المشاريع المستقبلية.

## تنمية المنطقة والمشاريع
بدأ يعرف مركز المحبس، إرتفاعاً ملحوظاً في نسبة السكان المستقرين، خصوصاً من خلال الدعم المقدم من طرف المؤسسة العالمية لأبحاث الحياة الفطرية القطرية، والتي عملت على تمويل إنجاز العديد من المنازل لفائدة السكان.
في سنة 2022، تم افتتاح مركز التربية والتكوين.
كما تم تمويل مشاريع عبر إتفاقيات مشتركة بين كل من عمالة آسا الزاك والمجلس الإقليمي ووكالة تنمية الأقاليم الجنوبية والمديرية العامة للجماعات المحلية، لبناء مركز للإستقبال، ومركز للندوات. الوكالة الوطنية للمياه والغابات ساهمت بدورها في مجموعة من المشاريع في المحبس تتعلق بتخليف شجر الطلح ومحاربة زحف الرمال.
استفادت كذلك جماعة المحبس من مشروع كهربة مركز الجماعة أشرف عليه المكتب الوطني للكهرباء والماء الصالح للشرب - قطاع الكهرباء.
وفي سنة 2023، قامت وزارة الشباب والثقافة والتواصل، بتوقيع عدة اتفاقيات مع جماعة المحبس لتعزيز البنيات الثقافية والشبابية بالمنطقة.

## دواوير الجماعة
- دوار بير 6
- الفارسية

## التعليم
- مجموعة مدارس ابن العقول فرعية المحبس

## النقل والطرق

### النقل
للوصول إلى جماعة المحبس، يمكن السفر عبر حافلات نقل المسافرين إلى غاية مدينة الزاك، ومن هناك يمكن إكمال الرحلة عبر سيارات الأجرة الكبيرة إلى المحبس.

### الطرق
ساهمت وزارة التجهيز والماء في أشغال تكسية الطريق الوطنية رقم 17 في المقطع الرابط بين الزاك والمحبس والفارسية بالمستحلب البارد على طول 80 كلم، مما ساعد في الرفع من مستوى السلامة الطرقية لمستعملي الطريق، وتسهيل نقل الأشخاص والبضائع والمساهمة في التنمية المحلية والتنقل العسكري.

## الاقتصاد
يعتمد اقتصاد السكان المحلين على تربية الماشية، وتوجد أيضا بعض التعاونيات المحلية التي تساهم في توفير فرص الشغل للنساء، أشهرها تعاونية نجوم المحبس للكسكس.

## التواجد العسكري
تعرف منطقة المحبس، تواجداً كبيراً للقوات المسلحة الملكية بمختلف أجهزتها، نظراً لقرب المنطقة من الجدار الرملي.
وتتواجد بالمحبس كذلك، قاعدة عسكرية تابعة لبعثة المينورسو مع مدرج خاص بها لهبوط الطائرات.
كما تحتضن منطقة المحبس، تمرين الأسد الإفريقي السنوي، الذي تكون بعض تدريباته بالذخيرة الحية ومناورات عسكرية وجوية، بالإضافة إلى تمرين استجابة كيميائية وبيولوجية وإشعاعية ونووية. يهدف الأسد الإفريقي إلى تعزيز القدرات الدفاعية المشتركة لمواجهة التهديدات العابرة للحدود والمنظمات المتطرفة العنيفة، وهو ما يخدم الصالح العام للولايات المتحدة والدول الشريكة الإفريقية.